# Mystery Case Files
 (septembre 2015).
Si vous disposez d'ouvrages ou d'articles de référence ou si vous connaissez des sites web de qualité traitant du thème abordé ici, merci de compléter l'article en donnant les références utiles à sa vérifiabilité et en les liant à la section « Notes et références ».
Mystery Case Files (aussi connu sous le nom de MCF) est une série de jeux vidéo originellement développée par Big Fish Games de 2005 à 2012, par Elephant Games en 2013 et 2014, par Eipix Entertainment de 2015 à 2019 et par GrandMa Studios depuis 2020.
La série Mystery Case Files est connue pour son format de jeu d'objets cachés, dans lequel, afin de progresser, le joueur doit trouver un certain nombre d'objets cachés dans la scène à l'écran.

## Développement
Il y a en 2019 dix-neuf jeux de la série principale Mystery Case Files. Après Mystery Case Files : Huntsville, chaque jeu suivant a ajouté une nouvelle caractéristique ou fonctionnalité :
- des lampes de poche et un dispositif à rayon-X fictif dans Mystery Case Files: Prime Suspects ;
- des puzzles aux portes à la manière de Rube Goldberg dans Mystery Case Files: Ravenhearst ;
- des puzzles dans une boule de cristal, des scènes d'objets cachés à l'intérieur de scènes d'objets cachés, des scènes interactive d'objets cachés, ainsi que des objets changeant de forme dans Mystery Case Files : Madame Fate ;
- des objets de cause à effet, une jouabilité de type aventure, ainsi que des acteurs dans Mystery Case Files : Return to Ravenhearst ;
- des vidéos en temps réel dans Mystery Case Files: Dire Grove ;
- des personnages interactifs dans Mystery Case Files: 13th Skull ;
- des objets cachés se métamorphosant dans Mystery Case Files : Escape from Ravenhearst ;
- une carte interactive dans Mystery Case Files: Shadow Lake ;
- le chat Isis, un assistant interactif dans Mystery Case Files: Fate's Carnival ;
- des objets pouvant se combiner à un autre objet de l’inventaire dans Mystery Case Files: Dire Grove, Sacred Grove

Le scénario ainsi que les personnages ont, au fur et à mesure, prit une part de plus en plus importante dans la série, et plus particulièrement à partir du troisième jeu, Ravenhearst. Celui-ci commence une histoire qui se poursuit dans les deux jeux suivants, Madame Fate et Retour à Ravenhearst; le scénario ayant été auparavant introduit à la fin de Prime Suspects, avec une lettre annonçant que la Reine requiert votre aide pour une affaire urgente, l'affaire Ravenhearst. Le sixième jeu, Dire Grove, est dans la continuité des précédents, mais n'est pas directement relié à la même histoire. Les septième et neuvième jeux, 13th Skull et Shadow Lake, reprennent une forme d'histoire autonome, tandis que le huitième, Terreur à Ravenhearst, reprend l'histoire de l'affaire Ravenhearst. Un indice trouvé pendant le jeu boni du neuvième indique un retour de Madame Fate.
Avec la réalisation du dixième jeu, Fate's Carnival, la série revient à l'histoire débutée dans le quatrième, Madame Fate, et confirme des liens entre les scénarios de Madame Fate et Ravenhearst, chose à laquelle il n'avait uniquement été fait allusion dans les jeux précédents. En complétant un niveau bonus de Fate's Carnival, des indices laissent entendre que le joueur retourne à Dire Grove dans le jeu suivant, Dire Grove, Sacred Grove. Le onzième se passe à Dire Grove mais ne reprend pas beaucoup d’élément de l’histoire du sixième jeux. Le chapitre bonis du jeu crée un lien entre la saga Ravenhearst et les jeux se passant à Dire Grove.
Les douzième et treizième jeux offrent une sorte de fin à la saga Ravenhearst jusqu’à la sortie de Rewind, le dix-septième jeu qui revient sur la saga en incorporant des personnages et éléments d’autre jeux. Le quatorzième jeu Broken Hour introduit une nouvelle histoire autonome, The Black Veil réintroduit un personnage de Dire Grove dans et The Revenant’s Hunt ramène la série aux États-Unis pour la première fois depuis Shadow Lake. Le dix-huitième jeu The Countess nous offre une histoire original qui n'a aucun lien avec les autres épisodes.

## Série principale

### Huntsville
Mystery Case Files: Huntsville est le premier jeu de la franchise Mystery Case Files, sorti en novembre 2005. Le joueur incarne un maître détective afin de résoudre une série de crimes apparemment aléatoires dans la petite ville de Huntsville dans le Sud des États-Unis. Le jeu propose un certain nombre de lieux de la ville à explorer, et introduit l'Ordinateur du Crime, qui est toujours un élément important de la série.

### Prime Suspects
Mystery Case Files: Prime Suspects est le deuxième jeu de la franchise Mystery Case Files, sorti en avril 2006. Le joueur doit enquêter sur la disparition du Diamant Hope de la Reine à Capital City. Mystery Case Files : Prime Suspects ajoute des éléments à trouver afin de débloquer des niveaux suivants (comme par exemple trouver une pile afin d'utiliser une lampe-torche). Les personnages deviennent aussi un peu plus important que lors du précédent jeu, puisque l'enquête tourne autour de ces suspects aux caractères plus différents les uns que les autres. 

### Ravenhearst
Mystery Case Files: Ravenhearst est le troisième jeu de la franchise Mystery Case Files, sorti en décembre 2006, avec une enquête centrée sur un mystérieux manoir en Angleterre, à Blackpool. Le joueur doit trouver des objets pour débloquer de nouvelles pages du journal intime d'Emma Ravenhearst, afin de suivre sa vie à Blackpool. Mystery Case Files : Ravenhearst introduit par ailleurs des portes-puzzles à la série, très similaires au type Rube Goldberg. Mystery Case Files : Ravenhearst a été de nouveau édité en Avril 2013 pour la Nintendo DS.

### Madame Fate
Mystery Case Files : Madame Fate est le quatrième jeu de la franchise Mystery Case Files, sorti en novembre 2007. Le joueur enquête sur la fête foraine du destin ainsi que sur ses forains afin de découvrir lequel d'entre eux sera le meurtrier de la voyante, Madame Fate, à minuit. Mystery Case Files : Madame Fate introduit plusieurs types de casse-tête (incluant ceux de la boule de cristal), en changeant aussi la façon dont le joueur peut trouver les objets cachés. Ainsi, il doit parfois combiner deux objets à l'écran, ou bien encore localiser des lieux cachés pour progresser. La plus grande partie du jeu consiste tout de même toujours à trouver des objets cachés. De plus, Mystery Case Files : Madame Fate introduit des scènes d'objets cachés au sein des scènes d'objets cachés. 

### Return to Ravenhearst
Mystery Case Files : Return to Ravenhearst (nommé Retour à Ravenhearst en français) est le cinquième jeu de la franchise Mystery Case Files, sorti le 26 novembre 2008 pour les membres du Big Fish Game Club, tandis que le grand public a pu commencer à le télécharger à partir du 27 novembre de la même année. Ce jeu est le deuxième dans l'histoire de Ravenhearst.

### Dire Grove
Mystery Case Files: Dire Grove est le sixième jeu de la franchise Mystery Case Files, sorti le 11 décembre 2009. Il retrace le parcours de quatre étudiants qui ont voyagé jusqu'à une petite ville non loin de Blackpool, en Angleterre, nommée Dire Grove. Ce jeu est dans la continuité du précédent, Retour à Ravenhearst, mais n'est pas directement relié à l'histoire de Ravenhearst. 

### 13th Skull
Mystery Case Files: 13th Skull est le septième jeu de la franchise Mystery Case Files, sorti le 25 novembre 2010 sous forme d'Edition Collector. Il retrace la disparition de Marcus Lawson, qui vient d'emménager avec sa famille dans une maison tombant en ruines en Louisiane, aux États-Unis. Sa fille, Magnolia, assure que son père a été enlevé par le fantôme d'un pirate vengeur qui cherche à protéger sa fortune.

### Escape from Ravenhearst
Mystery Case Files : Escape from Ravenhearst (nommé Terreur à Ravenhearst en français) est le huitième jeu de la franchise Mystery Case Files, sorti le 23 novembre 2011, en tant qu'Edition Collector. Certains habitants de Blackpool, en Angleterre, sont portés disparus autour du Manoir Ravenhearst et le Maître Détective, incarné par le joueur, retourne sur les cendres du manoir à la recherche des disparus. C'est le troisième jeu à poursuivre l'histoire de Ravenhearst.

### Shadow Lake
Mystery Case Files: Shadow Lake est le neuvième jeu de la franchise Mystery Case Files et le dernier à être réalisé par Big Fish Studios. Shadow Lake est sorti le 20 novembre 2012, avec Lea Thompson dans le rôle de Cassandra Williams, une médium qui aide le Maître Détective à résoudre des casse-tête, tandis qu'ils enquêtent sur la destruction mystérieuse d'une ville-fantôme.

### Fate's Carnival
Mystery Case Files: Fate's Carnival est le dixième jeu de la franchise Mystery Case Files, ainsi que le premier réalisé par Elephant Games. Il est sorti le 26 novembre 2013 et renvoie le joueur à la fête foraine de Madame Fate, précédemment rencontrée dans le quatrième jeu de la série, Madame Fate. En explorant les environs de la fête foraine avec l'aide du chat Isis, le jeu présente d'anciens personnages déjà connus, mais aussi de nouveaux. 

### Dire Grove, Sacred Grove
Mystery Case Files: Dire Grove, Sacred Grove (nommé Dire Grove, Forêt Sacrée en français) est le onzième jeu de la franchise Mystery Case Files, ainsi que le dernier à être réalisé par Elephant Games. Il est sorti le 26 novembre 2014, et renvoie le joueur à la ville fictive de Dire Grove, déjà explorée dans le sixième jeu du même nom. La version originale en anglais permet de choisir le sexe du Maître Détective avant de commencer la partie.

### Key to Ravenhearst
Mystery Case Files: Key to Ravenhearst (nommé La clé de Ravenhearst en français) est douzième jeu de la franchise Mystery Case Files, et le premier à être réalisé par Eipix Entertainment. Le jeu est sorti le 27 octobre 2015. C’est le quatrième jeu à avoir lieu à Ravenhearst.

### Ravenhearst Unlocked
Mystery Case Files: Ravenhearst Unlocked (nommé Ravenhearst: La Révélation en français) est le treizième opus de la franchise Mystery Case Files, et le deuxième à être réalisé par Eipix Entertainment. Le jeu est sorti le 24 novembre 2015 et est la suite directe de l'épisode Key to Ravenhearst.

### Broken Hour
Mystery Case Files: Broken Hour (nommé Heure Funeste en français) est le quatorzième opus de la franchise Mystery Case Files, le jeu est sorti en novembre 2016. Le Maître Détective est envoyé en mission dans un manoir victorien transformé en hôtel enquêter sur la disparition d’un ami de la reine.

### The Black Veil
Mystery Case Files: The Black Veil (nommé Le Voile Noir en français) est le quinzième opus de la franchise Mystery Case Files, le jeu est sorti en mars 2017. Le jeu réintroduit le personnage d’Alison du Dire Grove.

### The Revenant's Hunt
Mystery Case Files: The Revenant’s Hunt (nommé La Traque du Revenant en français) est le seizième opus de la franchise Mystery Case Files, le jeu est sorti en novembre 2017. Le jeu se passe aux États-Unis où un esprit vengeur sème la terreur.

### Rewind
Mystery Cases Files : Rewind (nommé Flashback en français) est le dix septième opus de la franchise Mystery Case Files, il est sorti en 2018. Le jeu réintroduit le personnage de Victor Dalimar lors de voyage dans le temps.

### The Countess
Mystery Case Files : The Countess (nommé La Comtesse en français) est le dix huitième opus de la franchise Mystery Case Files, il est sorti en 2019. Le jeu consiste à retrouver Lady Codington disparue mystérieusement.

### Moths to a Flame
Mystery Case Files : Moths to a Flame (nommé Attiré par la Flamme en français) est le dix neuvième opus de la franchise Mystery Case Files, il est sorti en fin 2019. Le jeu consiste à mener une enquête infernale au sein d'un musée des curiosités.

### The Harbinger
Mystery Case Files : The Harbinger (nommé Les Prédictions en français) est le vingt-et-une nième opus de la franchise Mystery Case Files, sorti en 2020. Le jeu consiste à mener une enquête sur des décès suspect au sein d'un petit village qui s'avère être en lien avec Dire Grove

### Crossfade
Mystery Case Files : Crossfade (nommé Fondu Enchaîné, en français) est le vingt-deuxième opus la franchise Mystery Case Files sortie en 2020

### Incident at Pendle tower
Mystery Case Files : Incident at Pendle tower est le vingt-troisième opus de la franchise Mystery Case Files sorti en 2021.

### The Last Resort
Mystery Case Files : The Last Resort est le vingt-quatrième opus de la franchise Mystery Case Files sorti en 2022.

### The Dalimar Legacy
Mystery Case Files : The Dalimar Legacy est le vingt-cinquième opus de la franchise Mystery Case Files sorti en 2023.

### A Crime in Reflection
Mystery Case Files : A Crime in Reflection sera le vingt-sixième opus de la franchise Mystery Case Files. La jeu est sorti en novembre 2023.

### The Riddle of Mrs. Bishop
Mystery Case Files : The Riddle of Mrs. Bishop est le vingt-septième opus de la franchise Mystery Case Files. Le jeuest sorti le 26 novembre 2024.

## Jeux sur autres plateformes

### Agent X
Mystery Case Files : Agent X est sorti le 15 avril 2008 et est le premier jeu de la franchise Mystery Case Files à être réalisé pour un support portable. Mystery Case Files : Agent X est uniquement compatible avec les téléphones portables supportant Glu Mobile. 

### MillionHeir
Mystery Case Files: MillionHeir est sorti le 8 septembre 2008, et est le deuxième jeu de la franchise Mystery Case Files à être réalisé pour un support portable. Mystery Case Files: MillionHeir nécessite une Nintendo DS et a été distribué par Nintendo.

### L'Incident Malgrave
Mystery Case Files : L'Incident Malgrave est sorti le 27 juin 2011, et est le deuxième jeu de la franchise Mystery Case Files à être distribué par Nintendo. Mystery Case Files : L'Incident Malgrave est jouable sur la Wii.

### Spirits of Blackpool
Mystery Case Files: Spirits of Blackpool («Les Esprits de Blackpool») est sorti le 24 octobre 2013 et est le premier jeu de la franchise Mystery Case Files à être distribué pour iOS. Il a d'abord été distribué sur l'App Store canadien, et est jouable sur l'iPad d'Apple. 

## Romans
Quatre petits romans ont été annoncés par Big Fish Games, devant être publiés par Harlequin. Les quatre romans sont écrits par Jordan Gray, pseudonyme de Mel Odom.

### Stolen[1]
Stolen («Volé» en anglais) est le premier tome de la série et a été publié en août 2010. Il suit un jeune couple, Molly et Michael Graham, qui emménagent à Blackpool pour vivre une vie tranquille et reposée. Cet idéal de vie est brisé lorsqu'un cri à l'extérieur d'un vieux théâtre mène à une femme assassinée, dont le passé est étroitement lié à un accident ferroviaire de Blackpool survenu soixante-dix ans en arrière, à un enfant perdu, et à une cachette de peintures de grands prix clandestinement transportées hors de Londres lors de la Seconde Guerre mondiale.

### Vanished[2]
Vanished («Disparu» en anglais) est le second tome et a été publié en novembre 2010. L'histoire commence avec une explosion lorsqu'un bateau pirate fait irruption dans le port de Blackpool, et tirant accidentellement de son canon. Soudainement, tout le monde en ville se met à parler de la malédiction pirate et d'une Bohémienne en or volée. Tout se passe bien jusqu'à ce que quelqu'un soit retrouvé mort à coups de couteau. En creusant plus profondément cette affaire, Molly et Michael Graham se rendent compte que plus d'une personne souhaitait voir cet homme mort. Mais aussi que leur investigation est en train de leur créer des ennemis très puissants. 

### Submerged[3]
Submerged («Submergé» en anglais) est le troisième tome de la série et a été publié en février 2011. Une subvention de conservation permet d'apporter un grand projet de restauration de la marine, laissant la ville dans un désarroi politique. Alors que Molly avance péniblement au milieu de la foule, une jeune femme est enlevée, un voyou est retrouvé mort, et une épave est retrouvée dans le port. Molly et Michael Graham sont de nouveau plongés dans une histoire de contrebande, de trahison, et de meurtre... et creusent encore plus profondément au cœur des secrets les plus choquants et les plus longuement gardés de Blackpool. 

### Unearthed[4]
Unearthed («Déterré» en anglais) est le quatrième et dernier tome de la série et a été publié en mai 2011. Derrière la charmante histoire de la ville anglaise côtière Blackpool se cachent de nombreux secrets, qui le restent de génération en génération. Des secrets tels que certaines personnes ont tué pour les garder cachés. Pour Michael et Molly Graham, découvrir la vérité est devenu une affaire personnelle depuis que leur ami est entre la vie et la mort à l'hôpital — atteint d'une balle pour le faire taire — et le couple est décidé à découvrir ce pourquoi il a risqué sa vie... et ce pourquoi quelqu'un est prêt à tuer.